# 大行皇帝
大行皇帝是中国和越南古代在皇帝去世后至諡号、庙号确立之前，对去世皇帝的正式称谓。《六部成語註解‧禮部》：「大行：皇帝初崩，尊謚未定，暫稱大行，言其德行大備無所不具也。」《通典禮典》魏孫毓曰 ： 「禮記告喪曰『登遐』，告訃之辭也。或曰大行之稱，起於漢氏。漢書曰『大行在前殿』，又曰『大行無遺詔』，此即非告訃之辭。謚法者，大行受大名，小行受小名。初崩未謚，而嗣帝已立，臣下所稱辭宜有異，故謂之大行，言其有大德行，必受大名若稱謚也。 」大行皇帝的諡号、庙号一旦确立，就改以諡号、庙号来作为该皇帝的正式称号。
越南前黎朝的開國君主黎桓由於其死後没有諡號，只能用大行皇帝的临时称呼，故後世稱之为黎大行。

## 其他
其他相關的名詞還有；
- 梓宮：君王的棺槨，以梓木製成，因而得名。
- 大行皇后[1]：和大行皇帝相呼應，是對於駕崩且諡號未確立之前的皇后所用之稱呼。
- 大行皇太后：是對於死後且諡號未確立之前的皇太后之稱呼。
- 大行太皇太后：是對於死後且諡號未確立之前的太皇太后稱呼。
- 大行太上皇：是對於死後且諡號未確立之前的太上皇稱呼。
- 嗣皇帝：嗣位的皇帝。
- 大行天皇：日本天皇死後至諡号确立之前，对去世天皇的正式称谓。
- 先行殿下：朝鮮半島古代君主死後且諡號、庙号未確立之前的稱呼。